# 353
353 (CCCLIII) fue un año común comenzado en viernes del calendario juliano, en vigor en aquella fecha.
En el Imperio romano, el año fue nombrado como el del consulado de Magnencio y Decencio, o menos comúnmente, como el 1106 Ab urbe condita, adquiriendo su denominación como 353 a principios de la Edad Media, al establecerse el anno Domini.

## Acontecimientos

### Imperio romano
- Magnencio y Decencio ejercen el consulado en Occidente, mientras que Constancio II y Constancio Galo lo hacen en Oriente. Tanto Magnencio como Constancio II reclaman ser los legítimos emperadores.
- Batalla de Mons Seleucus: Constancio II derrota al usurpador Magnencio, que se suicida.
- Constancio II envía a Paulo Catena a erradicar partidarios de Magnencio en la Britania romana.
- Constancio II se convierte en emperador romano único.

## Fallecimientos
- Magnencio, usurpador romano.
- Decencio, hermano del anterior.